# Allan Stone
Allan Stone (Launceston, Australia; 14 de octubre de 1945) es tenista australiano. En su carrera conquistó 2 torneos ATP de individuales y 11 torneos ATP de dobles. Su mejor posición en el ranking de dobles fue el Nº38 en abril de 1975. En 1972 llegó a semifinales del Abierto de Australia.